# Gordon Cowans
Gordon Sidney Cowans (West Cornforth, 27 ottobre 1958) è un allenatore di calcio ed ex calciatore inglese, di ruolo centrocampista.
È il primatista di presenze (31) con la casacca dell'Aston Villa nelle competizioni calcistiche europee.

## Carriera

Cowans con la maglia del

### Club
Debuttante in prima divisione 1975-76 con l'Aston Villa, fu tra gli artefici della conquista del titolo nel 1981, il primo dei Villans dopo 71 anni.
La squadra partecipa così per la prima volta alla Coppa dei Campioni, e Cowans è in campo anche nella finale di Rotterdam, vinta 1-0 sul Bayern Monaco. Conquistata la Supercoppa UEFA anche grazie ad un suo gol nei tempi supplementari del doppio confronto col Barcellona, ne segna un altro nella Coppa dei Campioni 1982-1983: ciò accade nell'andata dei quarto di finale disputato a Birmingham contro la Juventus. finito 2-1 per la squadra italiana, che vince poi anche a Torino. Trascorre invece la stagione 1983-1984 senza poter scendere in campo a causa di un infortunio, rientrando regolarmente nella successiva; fino a questo momento è sceso in campo 286 volte nella First Division ed ha realizzato 42 gol.
Con queste premesse viene tesserato dal presidente Vincenzo Matarrese nel neopromosso Bari; con lui arriva, per la cifra complessiva di 1,5 miliardi di lire anche il compagno di squadra Paul Rideout. Cowans debutta in Italia nell'incontro di Coppa Italia contro l'Ascoli, durante il quale si infortuna però alla caviglia. Rientra dopo due mesi totalizzando a fine stagione 20 presenze e nessun gol in Serie A, ma i Galletti di Bruno Bolchi retrocedono.
Rimane in Puglia anche nell'annata seguente; gioca tutte le 38 partite mettendo a segno 4 reti, tuttavia la squadra, che ha ora Enrico Catuzzi in panchina, non va oltre il nono posto. L'inglese decide di rimanere, nonostante le offerte ricevute, anche nella stagione successiva per tentare nuovamente la promozione, però il Bari si ferma al settimo posto.
Cowans torna in patria nel 1988; viene nuovamente ingaggiato dall'Aston Villa, nel quale milita altre 5 stagioni in due periodi diversi, che sono separati da una parentesi al Blackburn. Scende poi in seconda divisione militando nel Derby County, nel Wolverhampton e nel Sheffield Utd, prima di chiudere la carriera dopo qualche anno, nel 1998.

### Nazionale
Disputa la prima gara con l'Inghilterra nel 1983 e l'ultima sette anni dopo. In totale gioca 10 incontri segnando 2 gol.

## Note

Cowans al tiro in maglia barese.

## Statistiche

### Cronologia presenze e reti in nazionale
| Cronologia completa delle presenze e delle reti in nazionale ― Inghilterra | Cronologia completa delle presenze e delle reti in nazionale ― Inghilterra | Cronologia completa delle presenze e delle reti in nazionale ― Inghilterra | Cronologia completa delle presenze e delle reti in nazionale ― Inghilterra | Cronologia completa delle presenze e delle reti in nazionale ― Inghilterra | Cronologia completa delle presenze e delle reti in nazionale ― Inghilterra | Cronologia completa delle presenze e delle reti in nazionale ― Inghilterra | Cronologia completa delle presenze e delle reti in nazionale ― Inghilterra |
| Data                                                                       | Città                                                                      | In casa                                                                    | Risultato                                                                  | Ospiti                                                                     | Competizione                                                               | Reti                                                                       | Note                                                                       |
| -------------------------------------------------------------------------- | -------------------------------------------------------------------------- | -------------------------------------------------------------------------- | -------------------------------------------------------------------------- | -------------------------------------------------------------------------- | -------------------------------------------------------------------------- | -------------------------------------------------------------------------- | -------------------------------------------------------------------------- |
| 23-2-1983                                                                  | Londra                                                                     | Inghilterra                                                                | 2 – 1                                                                      | Galles                                                                     | Torneo Interbritannico 1983                                                | -                                                                          |                                                                            |
| 27-4-1983                                                                  | Londra                                                                     | Inghilterra                                                                | 2 – 0                                                                      | Ungheria                                                                   | Qual. Euro 1984                                                            | -                                                                          |                                                                            |
| 28-5-1983                                                                  | Belfast                                                                    | Irlanda del Nord                                                           | 0 – 0                                                                      | Inghilterra                                                                | Torneo Interbritannico 1983                                                | -                                                                          |                                                                            |
| 1-6-1983                                                                   | Londra                                                                     | Inghilterra                                                                | 2 – 0                                                                      | Scozia                                                                     | Torneo Interbritannico 1983                                                | 1                                                                          |                                                                            |
| 12-6-1983                                                                  | Sydney                                                                     | Australia                                                                  | 0 – 0                                                                      | Inghilterra                                                                | Amichevole                                                                 | -                                                                          |                                                                            |
| 15-6-1983                                                                  | Brisbane                                                                   | Australia                                                                  | 0 – 1                                                                      | Inghilterra                                                                | Amichevole                                                                 | -                                                                          |                                                                            |
| 19-6-1983                                                                  | Melbourne                                                                  | Australia                                                                  | 1 – 1                                                                      | Inghilterra                                                                | Amichevole                                                                 | -                                                                          |                                                                            |
| 29-1-1986                                                                  | Il Cairo                                                                   | Egitto                                                                     | 0 – 4                                                                      | Inghilterra                                                                | Amichevole                                                                 | 1                                                                          |                                                                            |
| 26-3-1986                                                                  | Tbilisi                                                                    | Unione Sovietica                                                           | 0 – 1                                                                      | Inghilterra                                                                | Amichevole                                                                 | -                                                                          | 53’                                                                        |
| 14-11-1990                                                                 | Dublino                                                                    | Irlanda                                                                    | 1 – 1                                                                      | Inghilterra                                                                | Qual. Euro 1992                                                            | -                                                                          |                                                                            |
| Totale                                                                     |                                                                            | Presenze                                                                   | 10                                                                         |                                                                            | Reti                                                                       | 2                                                                          |                                                                            |

## Palmarès

### Club

#### Competizioni nazionali
- Campionato inglese: 1

Aston Villa: 1980-1981
- Coppa di Lega inglese: 2

Aston Villa: 1976-1977, 1993-1994
- Charity Shield: 1

Aston Villa: 1981

#### Competizioni internazionali
- Coppa dei Campioni: 1

Aston Villa: 1981-1982
- Supercoppa UEFA: 1

Aston Villa: 1982